# Calyptrogyne condensata
Calyptrogyne condensata är en enhjärtbladig växtart som först beskrevs av Liberty Hyde Bailey, och fick sitt nu gällande namn av Jan Gerard Wessels Boer. Calyptrogyne condensata ingår i släktet Calyptrogyne och familjen Arecaceae. Inga underarter finns listade i Catalogue of Life.